# ホンマかいな!
『ホンマかいな!』は、1997年11月1日から1998年3月28日まで関西テレビで放送されていたトークバラエティ番組である。放送時間は毎週土曜 12:00 - 13:00 （日本標準時）。

## 概要
『ノックは無用!』に替わってスタートした土曜昼の番組で、高島忠夫と月亭八方が司会を務めていた。高島は閻魔大王のコスプレをして出演していた。
番組は毎回数人のゲストタレントを招き、彼らに「ホンマかいな！」と思うような話をしてもらっていた。彼らとのトーク中には、実際に「ホンマかいな！」と叫ぶSEを入れていた。「電話クイズ」というコーナーでは視聴者にスタジオへ電話を掛けてもらい、電話が繋がった数名のうちからくじで選ばれた視聴者がクイズに回答し、正解すれば商品をプレゼントしていた。
関西テレビは「ノックは無用」の映像とテーマ曲を使い「そんなすごい番組を変えてまで関西テレビがやりたい番組！」と銘打って宣伝していたが、視聴率は前番組と比較して低調だったため、番組は半年で終了。替わって出演者を総入れ替えし、番組制作会社も変更した『あなたにありがとう』がスタートした。

## 司会
- 高島忠夫[1]
- 月亭八方
- 桑原征平（当時関西テレビアナウンサー） - 高島が番組を休演していた1998年1月中に出演し、司会代理を務めていた[2]。

## スタッフ
- 制作協力：テレコープ
- 制作著作：関西テレビ